# 国立扶余博物馆
国立扶余博物馆（：／ Gungnip Buyeo bangmulgwan */?）是大韩民国的一座国家博物馆，屬於国立中央博物馆的分支機構，位于忠清南道扶餘郡。扶餘曾是朝鮮三國之一百济的国都，因此该博物馆收藏的都是包括百济金铜大香炉在内等百济文物。

## 历史
原百济国都扶余郡文物丰富。1929年，财团法人扶余古迹保存会正式成立，带头一件件地收集以百济文物为主的文化遗产。保存会后来将收集来的文物在位于扶苏山南的原朝鲜官衙客舍内向民众展出。1939年，朝鲜总督府博物馆扶余分馆成立:290。
1945年韩国独立后，该博物馆改名为国立博物馆扶余分馆:290。1975年8月1日，国立博物馆扶余分馆升级为国立扶余博物馆。1993年8月6日，博物馆搬迁至目前的新址。2005年12月30日，保存科学馆扩建开馆，2011年7月21日，综合文化中心扩建开馆。